# Liolaemus lorenzmuelleri
Liolaemus lorenzmuelleri är en ödleart som beskrevs av  Walter Hellmich 1950. Liolaemus lorenzmuelleri ingår i släktet Liolaemus och familjen Tropiduridae. IUCN kategoriserar arten globalt som otillräckligt studerad. Inga underarter finns listade i Catalogue of Life.